# Podosphaera
Genre
Podosphaera est un genre de champignons ascomycètes de la famille des Erysiphaceae. Les espèces de ce genre sont des champignons phytopathogènes responsables de diverses formes d'oïdium. Les plantes hôtes appartiennent pour la plupart à la famille des Rosaceae.

## Description
Le genre Podosphaera est proche du genre Cystotheca avec lequel il partage ses conidies uniformes en chaîne et fibrosé ainsi que ses cléistothèces qui ne produisent qu'un seul asque composé de 6 à 8 spores. Cystotheca se différencie par ses hyphes aériens particuliers et par son cléistothèce composé de deux couches externes. L'espèce type du genre est Podosphaera myrtillina.

## Impact parasitaire
Parmi les espèces de Podosphaera à l'impact agricole conséquent se trouvent Podosphaera fusca et Podosphaera xanthii qui causent l'oïdium des Curcubitacées dans les cultures sous serre ; Podosphaera leucotricha sur les pommiers ; Podosphaera pannosa sur les Rosiers ; Podosphaera tridactyla sur le genre Prunus ; Podosphaera cerasi et Podosphaera clandestina sur les cerisiers ; Podosphaera aphanis sur les fraisiers et Podosphaera macularis sur le houblon,,.
Parmi les espèces de Podosphaera ayant un impact sur les plantes sauvages européennes se trouvent Podosphaera epilobii phytopathogène sur le genre Epilobium ; Podosphaera euphorbiae sur les Euphorbes ; Podosphaera filipendulae sur la Reine des prés ; Podosphaera mors-uvae sur le Groseillier à maquereau ; Podosphaera myrtillina sur les myrtillers ; Podosphaera plantaginis sur les Plantains ; Podosphaera amelanchis sur l'Amélanchier ; Podosphaera astragali sur les Astragales ; Podosphaera balsaminae sur l'Impatiente ne-me-touchez-pas ; Podosphaera aucupariae sur les Sorbiers et Podosphaera dipsacacearum sur les Knauties,,.

Quelques espèces de Podosphaera
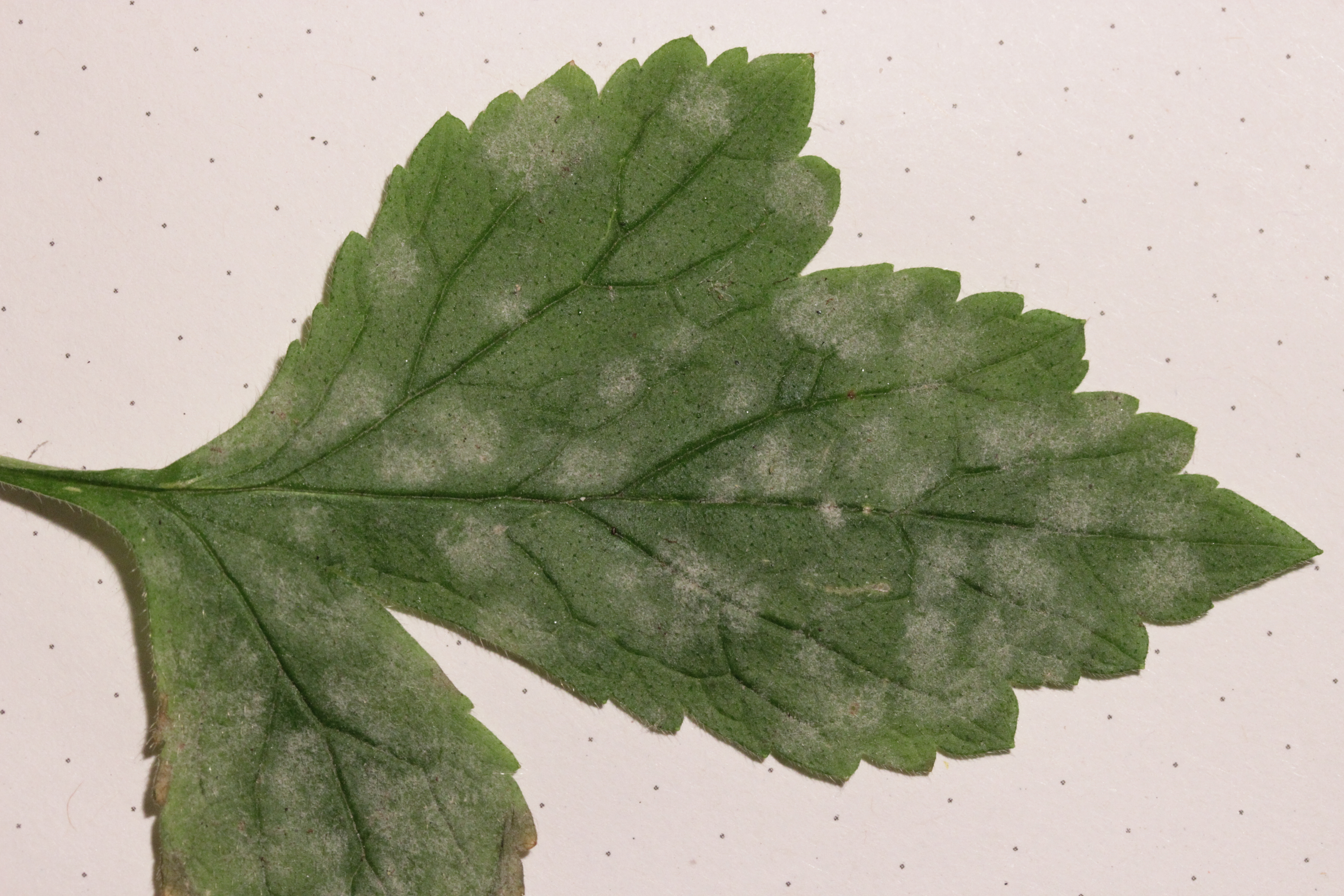
Podosphaera aphanis sur la Benoîte commune
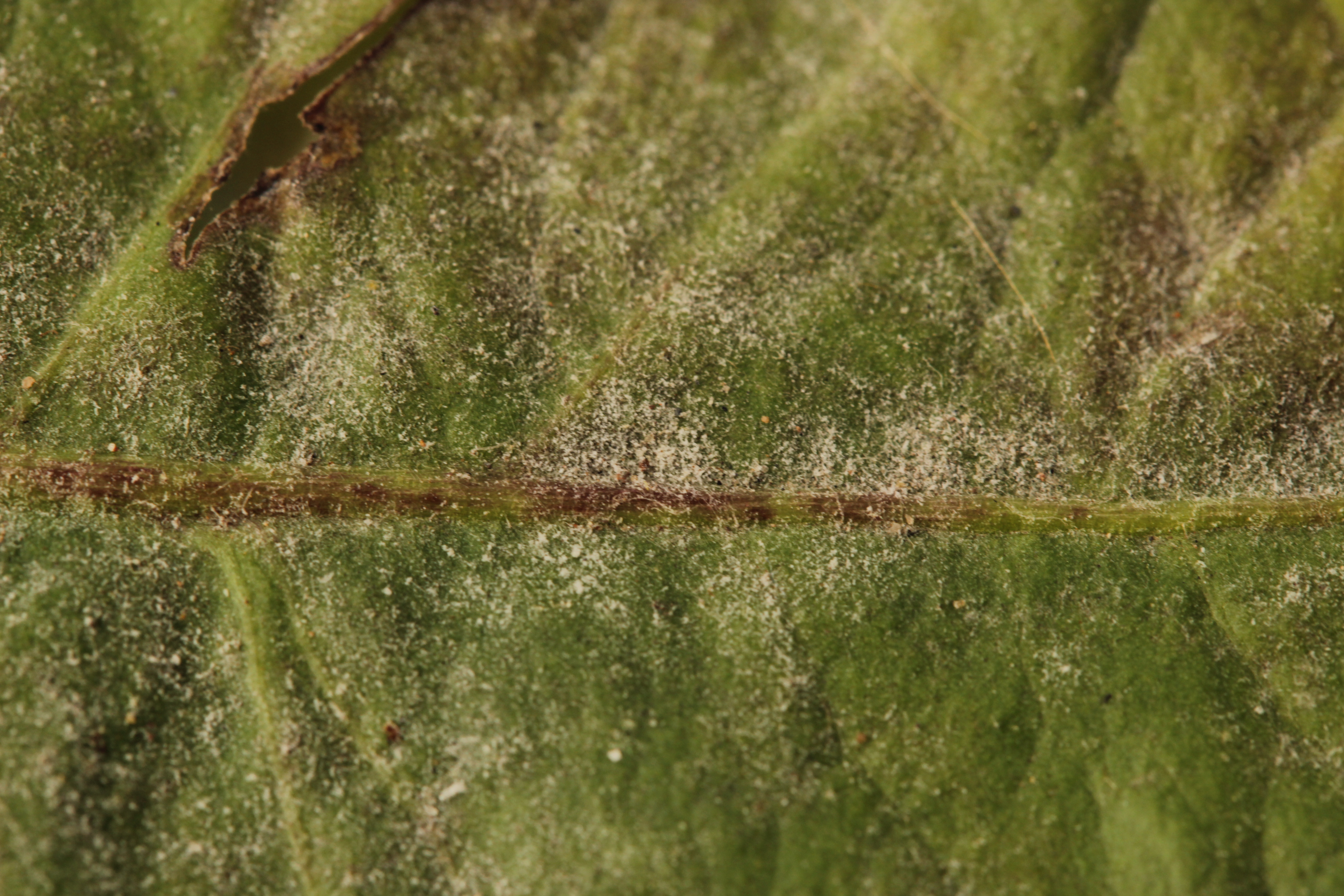
Podosphaera erigerontis-canadensis sur du Pissenlit
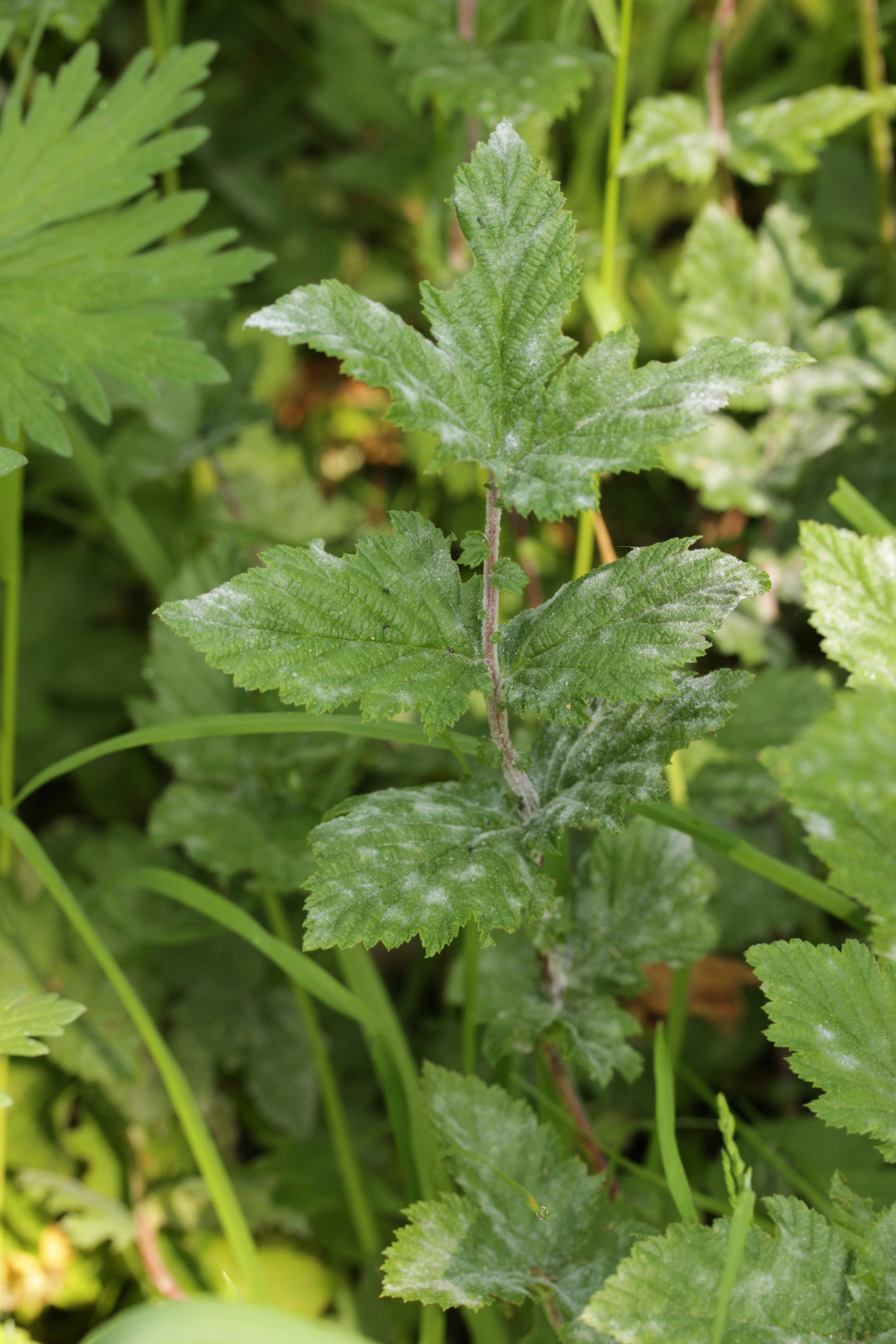
Podosphaera filipendulae sur la Reine des prés.
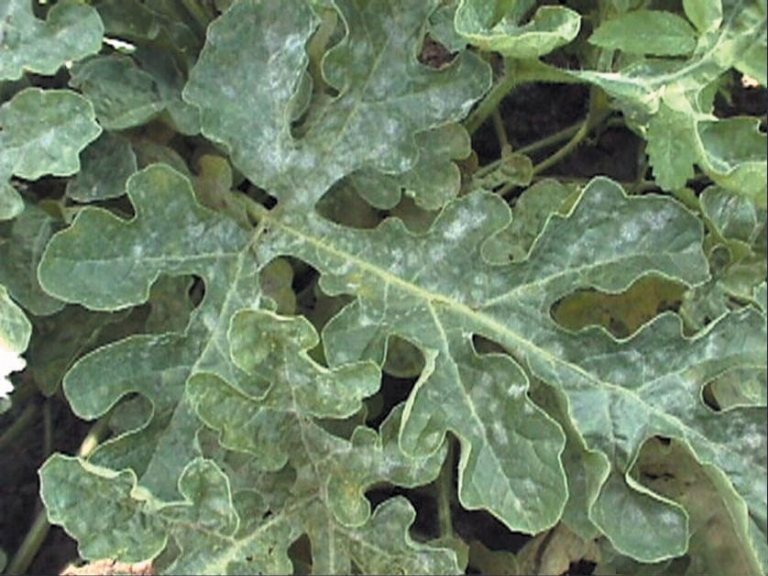
Podosphaera fuliginea sur un pied de melon.
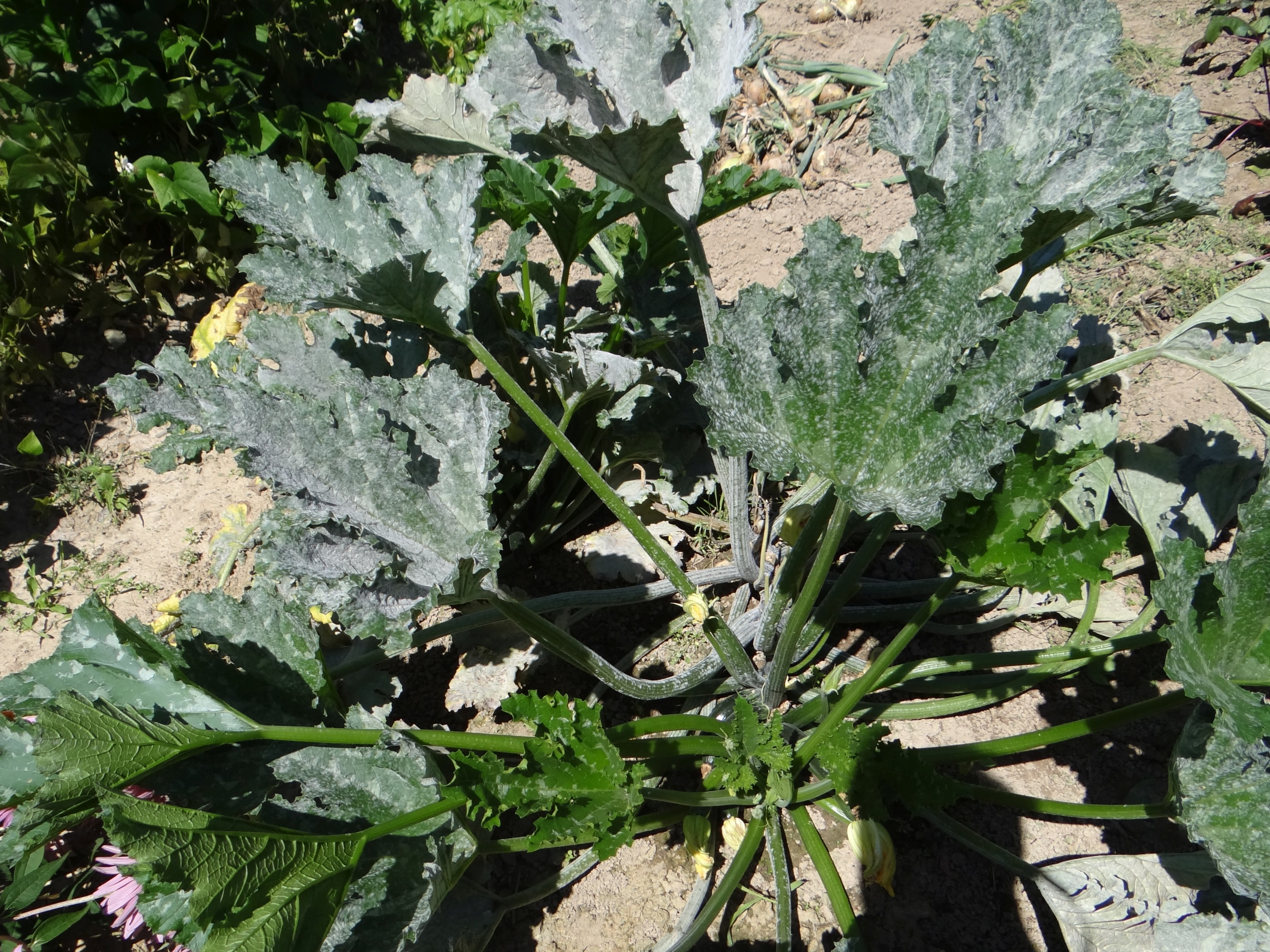
Podosphaera fusca sur un pied de courgette.
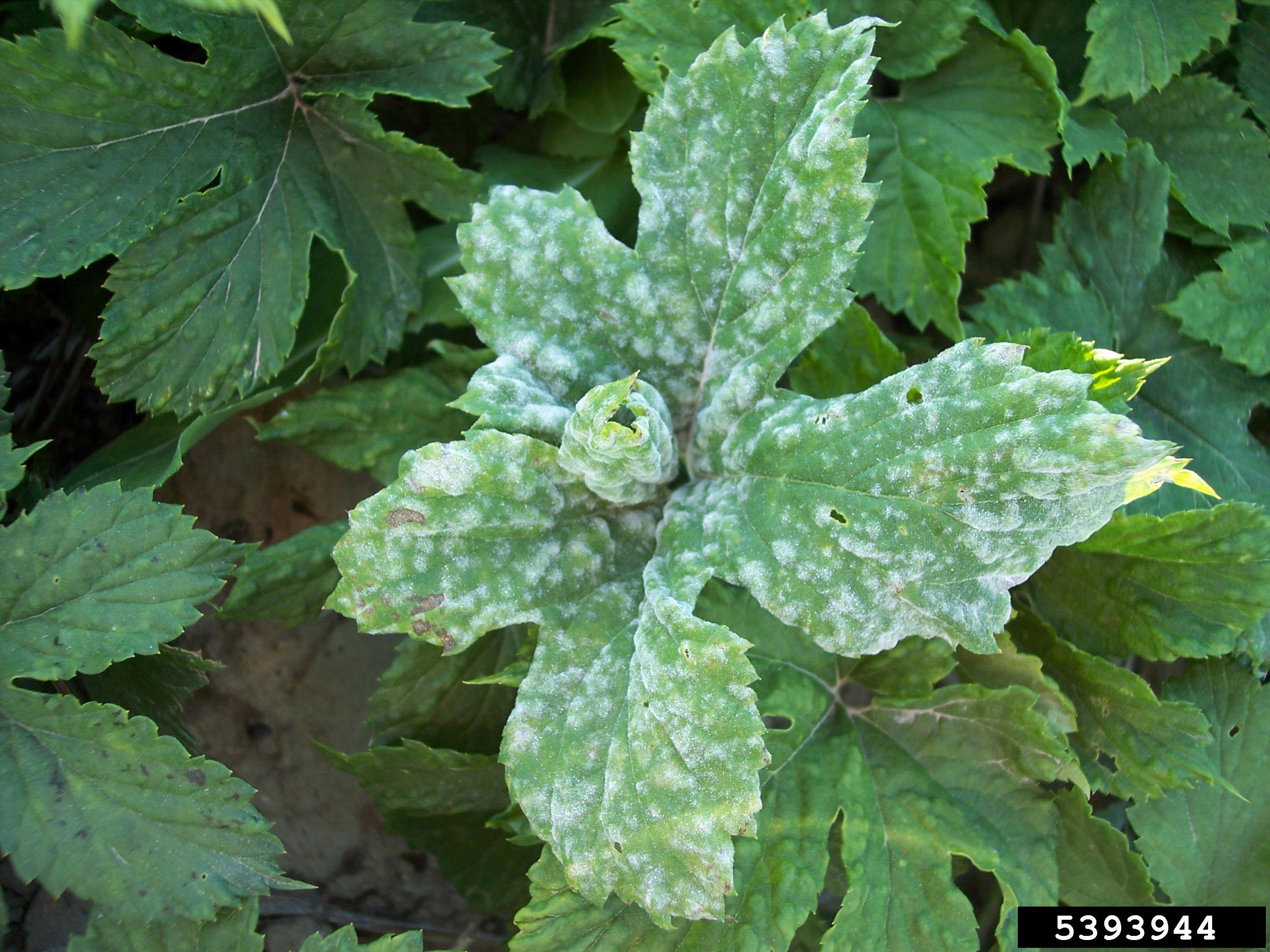
Podosphaera macularis sur du houblon.
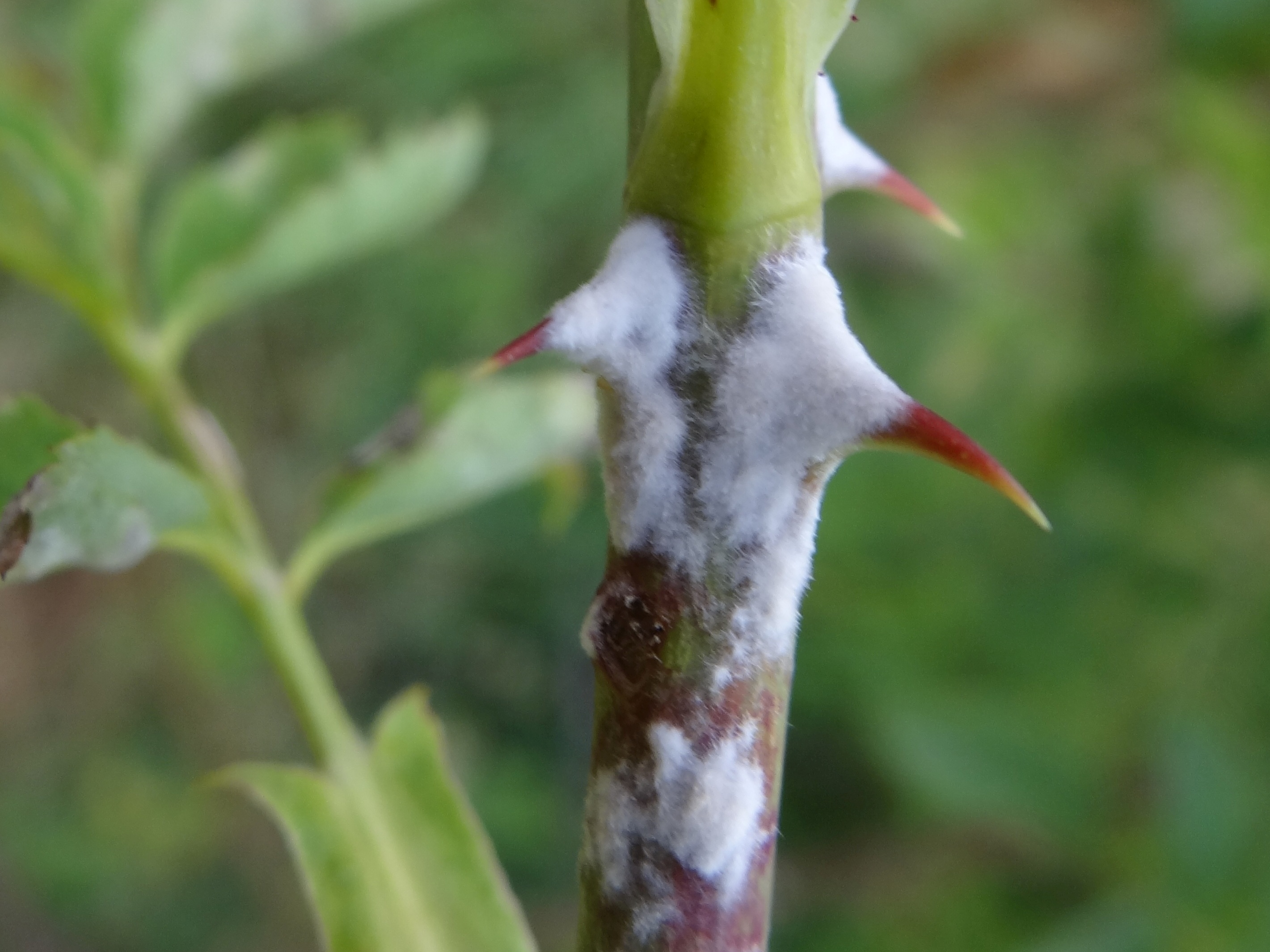
Podosphaera pannosa sur un Rosier.
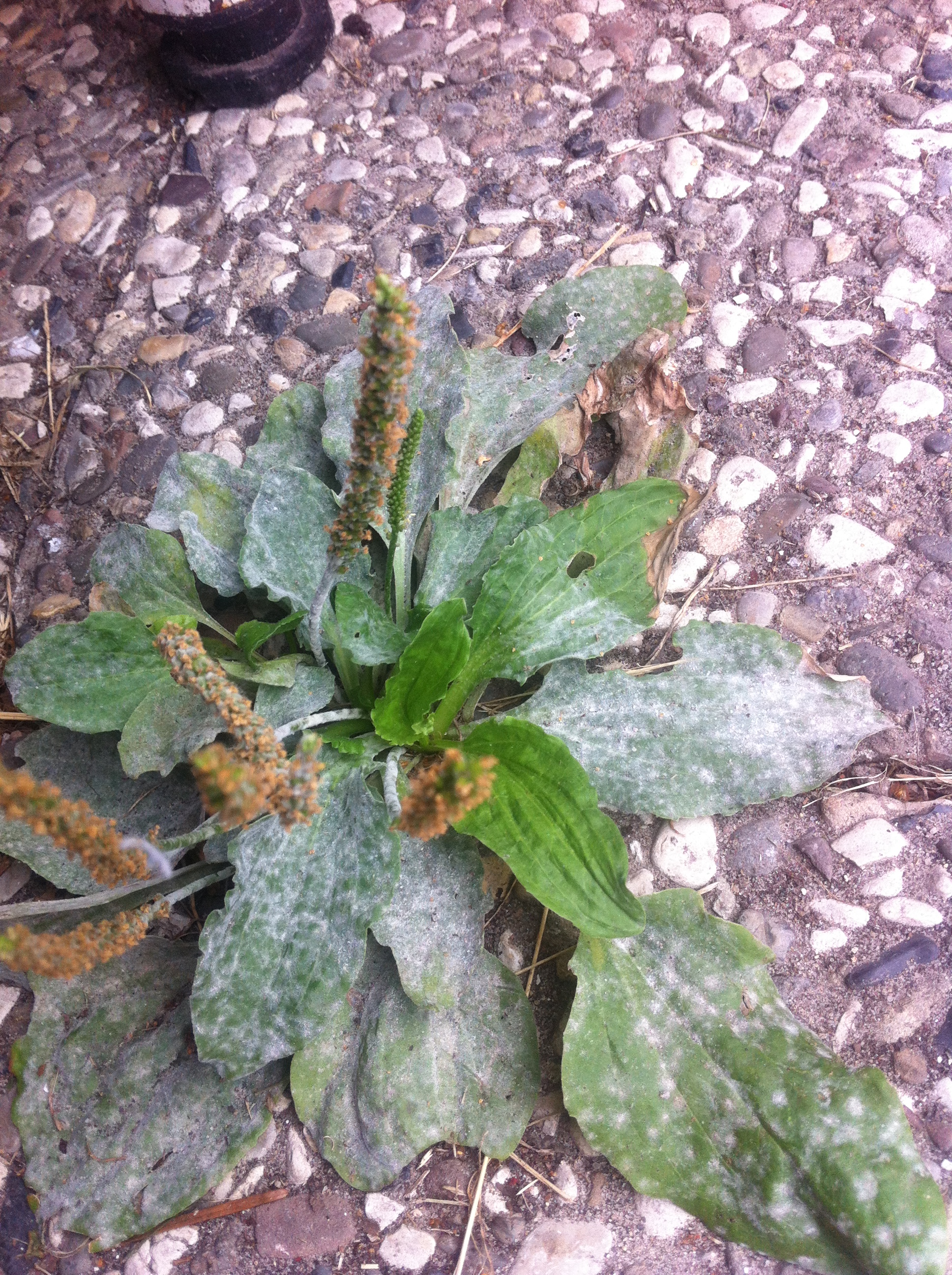
Podosphaera plantaginis sur un Grand plantain.
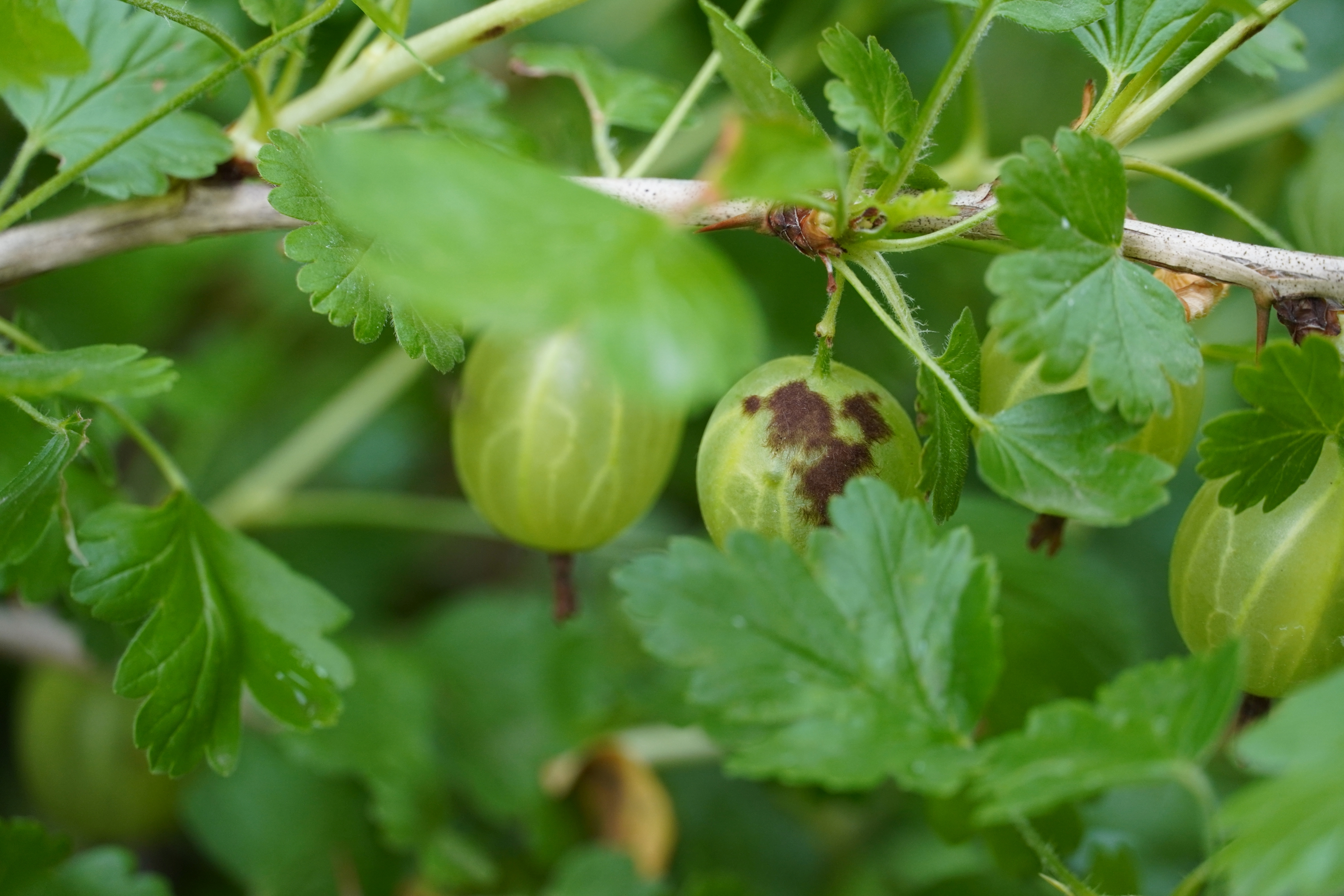
Podosphaera mors-uvae tachant un fruit de groseillier à maquereau.
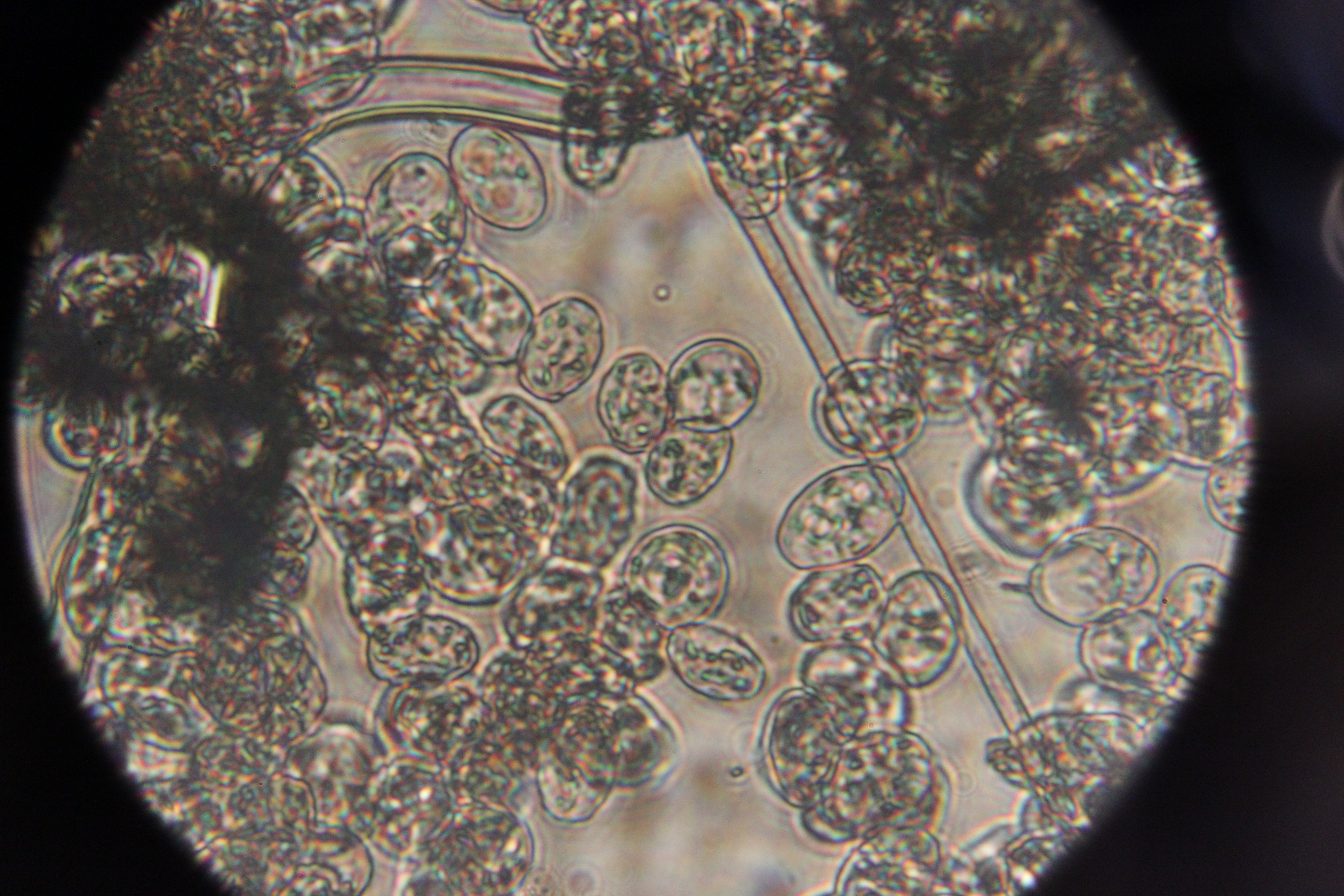
Conidies de Podosphaera mors-uvae.
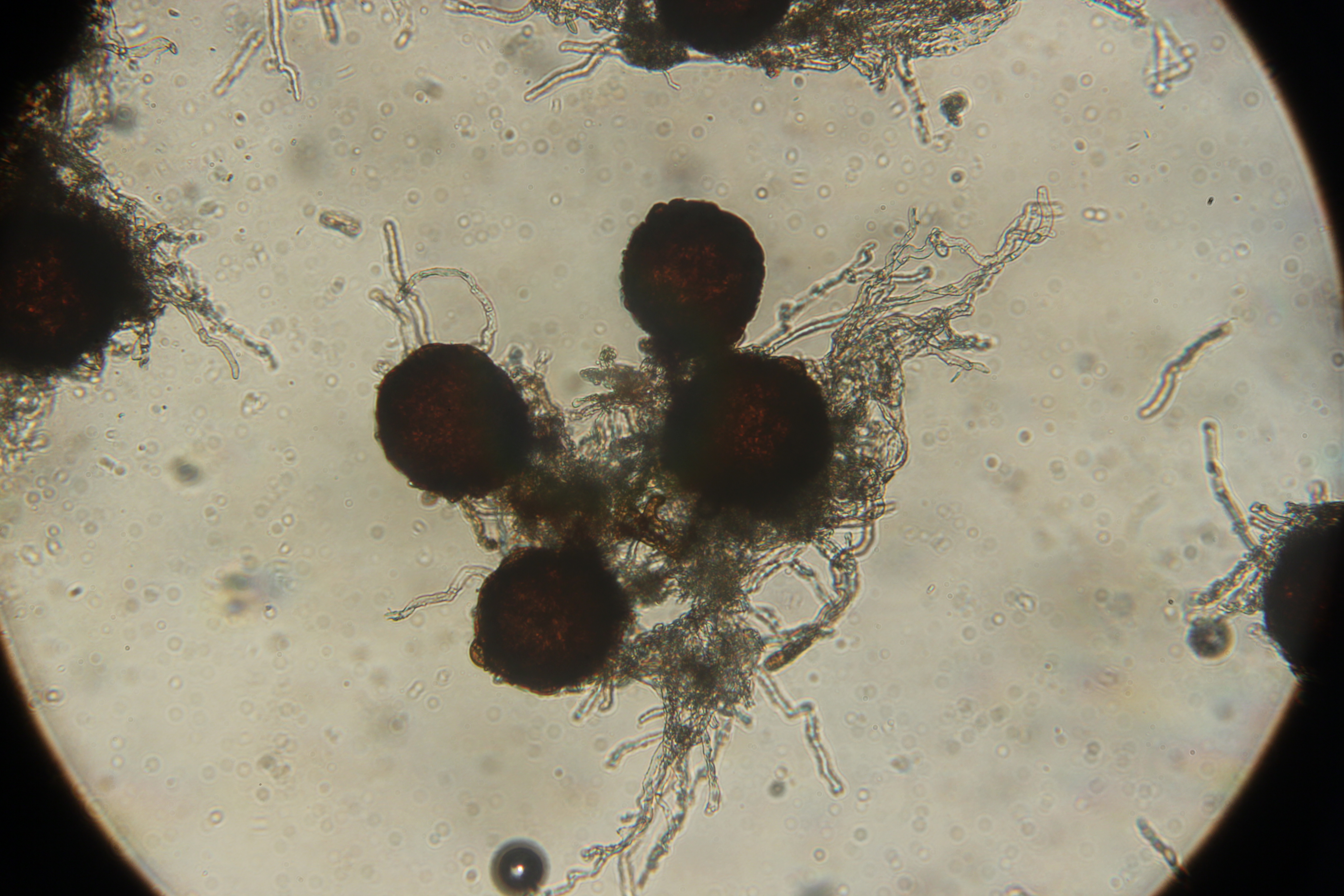
cléistothèces de Podosphaera balsaminae.

## Synonymes
Podosphaera a pour synonymes selon Index Fungorum (3 juin 2022) :
- Albigo Ehrh. ex Steud., 1824 ;
- Leucothallia Trevisan, 1853 ;
- Sphaerotheca Lév., 1851 ;
- Kokkalera Ponnappa, 1970.

## Liste d'espèces
Selon Index Fungorum (3 juin 2022) :
- Podosphaera adenocauli U.Braun
- Podosphaera ainsliaeae (Y.S.Paul & V.K.Thakur) U.Braun & Y.S.Paul
- Podosphaera alpina (S.Blumer) U.Braun & S.Takam.
- Podosphaera amelanchieris Maurizio
- Podosphaera aphanis (Wallr.) U.Braun & S.Takam.
- Podosphaera astericola U.Braun & S.Takam.
- Podosphaera astilbicola (Z.Y.Zhao) U.Braun & S.Takam.
- Podosphaera astragali (L.Junell) U.Braun & S.Takam.
- Podosphaera balsaminae (Wallr.) U.Braun & S.Takam.
- Podosphaera bidenticola U.Braun
- Podosphaera biuncinata Cooke & Peck
- Podosphaera bresadolae Quél.
- Podosphaera callicarpae (Tanda & Y.Nomura) U.Braun & S.Takam.
- Podosphaera cardamines (Y.Nomura) U.Braun & S.Takam.
- Podosphaera caricae-papayae (Tanda & U.Braun) U.Braun & S.Takam.
- Podosphaera caricicola (J.M.Yen & Chin C.Wang) U.Braun & S.Takam.
- Podosphaera carpesiicola U.Braun & S.Takam.
- Podosphaera cassiae (Pandotra & Ganguly) U.Braun & S.Takam.
- Podosphaera catalpae (Z.Y.Zhao) U.Braun
- Podosphaera cayratiae (Z.Q.Yuan & A.Q.Wang) U.Braun & S.Takam.
- Podosphaera celastracearum (U.Braun) U.Braun & S.Takam.
- Podosphaera cerasi Moparthi, M.Bradshaw & Roon.-Lath.
- Podosphaera cercidiphylli Tanda & Y.Nomura
- Podosphaera clandestina (Wallr.) Lév.
- Podosphaera codonopsidis (Golovin) U.Braun
- Podosphaera collomiae (U.Braun) U.Braun & S.Takam.
- Podosphaera comata Lév.
- Podosphaera corni Bunkina
- Podosphaera crotonis (Ponnappa) U.Braun & S.Takam.
- Podosphaera curvispora Y.Nomura
- Podosphaera delphinii (P.Karst.) U.Braun & S.Takam.
- Podosphaera diclipterae (Y.Nomura) U.Braun & S.Takam.
- Podosphaera dipsacacearum (Tul. & C.Tul.) U.Braun & S.Takam.
- Podosphaera drabae (Juel) U.Braun & S.Takam.
- Podosphaera elsholtziae (Z.Y.Zhao) T.Z.Liu & U.Braun
- Podosphaera epilobii (Wallr.) U.Braun & S.Takam.
- Podosphaera epilobii (Wallr.) de Bary
- Podosphaera erigerontis-canadensis (Lév.) U.Braun & T.Z.Liu
- Podosphaera erineophila Naumov
- Podosphaera erodii (Durieu & Mont.) U.Braun & S.Takam.
- Podosphaera euphorbiae (Castagne) U.Braun & S.Takam.
- Podosphaera euphorbiae-helioscopiae (Tanda & Y.Nomura) U.Braun & S.Takam.
- Podosphaera euphorbiae-hirtae (U.Braun & Somani) U.Braun & S.Takam.
- Podosphaera ferruginea (Schltdl.) U.Braun & S.Takam.
- Podosphaera filipendulae (Z.Y.Zhao) T.Z.Liu & U.Braun
- Podosphaera fugax (Penz. & Sacc.) U.Braun & S.Takam.
- Podosphaera fuliginea (Schltdl.) U.Braun & S.Takam.
- Podosphaera fuliginea Schltdl
- Podosphaera fusca (Fr.) U.Braun & Shishkoff
- Podosphaera girardiniae Z.M.Cao & L.C.Bai
- Podosphaera gunnerae (Havryl. & U.Braun) U.Braun & S.Takam.
- Podosphaera helianthemi (L.Junell) U.Braun & S.Takam.
- Podosphaera hibiscicola (Z.Y.Zhao) U.Braun & S.Takam.
- Podosphaera holodisci U.Braun
- Podosphaera intermedia (U.Braun) U.Braun & S.Takam.
- Podosphaera koreana (H.D.Shin & U.Braun) U.Braun & S.Takam.
- Podosphaera kuntzei
- Podosphaera leucotricha (Ellis & Everh.) E.S.Salmon
- Podosphaera lini (Zvetkov) U.Braun & S.Takam.
- Podosphaera longiseta Sawada
- Podosphaera macrospora (U.Braun) U.Braun & V.Kumm.
- Podosphaera macularis (Wallr.) U.Braun & S.Takam.
- Podosphaera major (Juel) S.Blumer
- Podosphaera malloti (Z.Y.Zhao) U.Braun & S.Takam.
- Podosphaera minor Howe
- Podosphaera mors-uvae (Schwein.) U.Braun & S.Takam.
- Podosphaera myrtillina Kunze
- Podosphaera negeri U.Braun, Kiehr & Delhey
- Podosphaera niesslii (Thüm.) U.Braun & S.Takam.
- Podosphaera paeoniae (Z.Y.Zhao) U.Braun & S.Takam.
- Podosphaera pannosa (Wallr.) de Bary
- Podosphaera papaveris (Simonyan) U.Braun & S.Takam.
- Podosphaera paracurvispora S.Y.Liu, S.R.Tang & Yu Li
- Podosphaera parietariae (Schwarzman) U.Braun & S.Takam.
- Podosphaera pericallidis U.Braun
- Podosphaera perseae-americanae Siahaan & S.Takam.
- Podosphaera photiniae Meeboon & S.Takam.
- Podosphaera phtheirospermi (Henn. & Shirai) U.Braun & T.Z.Liu
- Podosphaera physocarpi (U.Braun) U.Braun
- Podosphaera phytoptophila (Kellerm. & Swingle) U.Braun & S.Takam.
- Podosphaera plantaginis (Castagne) U.Braun & S.Takam.
- Podosphaera polemonii (L.Junell) U.Braun & S.Takam.
- Podosphaera pruinosa (Cooke & Peck) U.Braun & S.Takam.
- Podosphaera pruni Golovin
- Podosphaera pruni-ulmifoliae Golovin
- Podosphaera prunicola U.Braun
- Podosphaera pseudofusca (U.Braun) U.Braun & S.Takam.
- Podosphaera salatai V.P.Heluta, U.Braun & Gvrit.
- Podosphaera savulescui (Sandu) U.Braun & S.Takam.
- Podosphaera schlechtendalii Lév.
- Podosphaera schwarzmaniana Vasyag.
- Podosphaera senecionis U.Braun
- Podosphaera setacea T.Z.Liu & H.M.Tian
- Podosphaera shepherdiae (U.Braun) U.Braun & S.Takam.
- Podosphaera sibirica (U.Braun) U.Braun & S.Takam.
- Podosphaera solanacearum U.Braun
- Podosphaera sparsa (U.Braun) U.Braun & S.Takam.
- Podosphaera spiraeae (Sawada) U.Braun & S.Takam.
- Podosphaera spiraeae-douglasii U.Braun
- Podosphaera spiraeicola U.Braun
- Podosphaera stephanandrae (Jacz.) U.Braun & S.Takam.
- Podosphaera teramni (Bagyan. & U.Srinivas.) U.Braun
- Podosphaera thalictri (L.Junell) U.Braun & S.Takam.
- Podosphaera tridactyla (Wallr.) de Bary
- Podosphaera veronicastri U.Braun
- Podosphaera viburni U.Braun
- Podosphaera violae (U.Braun) U.Braun & S.Takam.
- Podosphaera volkartii (S.Blumer) U.Braun & S.Takam.
- Podosphaera wuyishanensis Zhi X.Chen & Y.J.Yao
- Sphaerotheca erigerontis Oudem.
- Sphaerotheca spireae Sawada